# Rue Job
La rue Job (en occitan : carrièra Job) est une voie de Toulouse, chef-lieu de la région Occitanie, dans le Midi de la France.

## Situation et accès

### Description
La rue Job est une voie publique de Toulouse. Elle se trouve dans le quartier de Matabiau, dans le secteur 1 - Centre.
Elle naît perpendiculairement à la rue Claire-Pauilhac. Elle est longue de 194 mètres, d'une largeur régulière de 8 mètres, rectiligne et orientée au nord-est. Elle se termine au carrefour de la rue Zacharie.
La chaussée compte une seule voie de circulation automobile à double-sens. Elle appartient à une zone 30 et la vitesse y est limitée à 30 km/h. Il n'existe pas de bande, ni de piste cyclable.

### Voies rencontrées
La rue Job rencontre les voies suivantes, dans l'ordre des numéros croissants :
1. Rue Claire-Pauilhac
2. Rue Zacharie

## Odonymie
La rue, d'abord en impasse, fut désignée en 1850 comme l'impasse Saint-Lazare – elle s'ouvre effectivement sur la rue Saint-Lazare (actuelle rue Claire-Pauilhac). En 1865, elle reçut le nom de Dumège, en l'honneur d'Alexandre Du Mège (1780-1862), érudit, archéologue et historien toulousain,. C'est finalement en 1879 que la rue prit son nom actuel, à cause du développement des papeteries de l'entreprise JOB.

## Patrimoine et lieux d'intérêt

### Usine JOB
- no  2 : magasin industriel.
Le bâtiment, construit à la fin du XIXe siècle, est représentatif de l'architecture industrielle. Il possède une structure métallique avec remplissage de brique[4]. 
En 1987, il est agrandi et surélevé de deux niveaux. Il abrite désormais une école de commerce et une école d'ingénieurs informatique privées du groupe Ionis, l'Institut supérieur de gestion (ISG) et l'École pour l'informatique et les techniques avancées (EPITA).

- no  4-6 : immeuble (deuxième moitié du XIXe siècle)[5].
- no  8 : immeuble (deuxième moitié du XIXe siècle).

### Immeubles et maisons
- no  12 : immeuble HBM. 
Ce sont trois immeubles contigus (anciens no 10, 12 et 12 bis), de type HBM, qui sont élevés dans le deuxième quart du XXe siècle par la municipalité sur une parcelle entre la rue Job et la rue Roquelaine (actuel no 27), où l'office d'habitat à bon marché de la ville installe son siège[6]. En 2018, les bâtiments sont vendus par Toulouse Habitat à un promoteur immobilier, Belin Promotion. Ils sont profondément réaménagés par le cabinet toulousain Kardham Cardete Huet Architecture, afin de permettre la création d'une résidence de standing, le Patio Roquelaine, qui compte 31 logements[7].